# Trevor Sinclair
Trevor Sinclair, född 2 mars 1973 i Dulwich, London, är en engelsk före detta professionell fotbollsspelare (mittfältare) som spelade 12 landskamper för det engelska landslaget mellan 2001 och 2003 och var uttagen i Englands trupp vid VM 2002.